# バルタ・カーロイ (軍人)

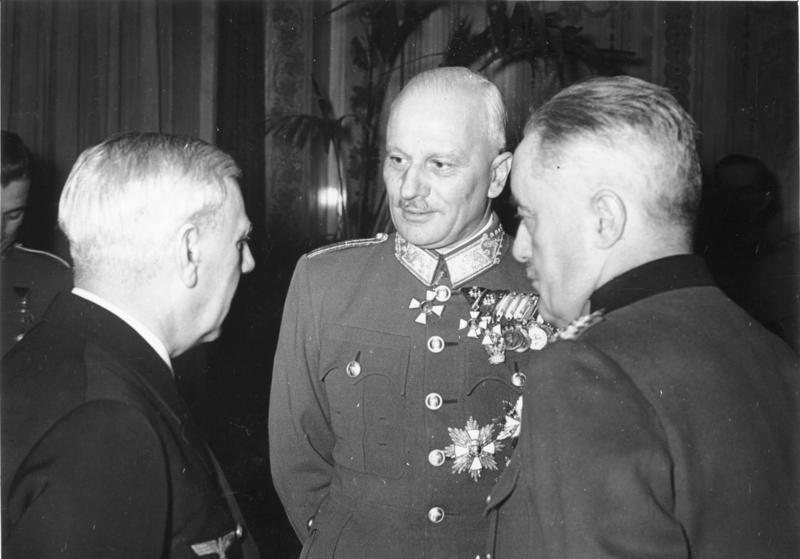
バルタ・カーロイ（中央の人物）

バルタ・カーロイ（マジャル語:Bartha Károly、姓はBartha de Dálnokfalvaという表記もされる、1884年6月18日 - 1964年11月22日）は、ハンガリーの軍人。

## 経歴
オーストリア＝ハンガリー帝国軍において、第一次世界大戦に従軍した。ハンガリー独立後、ハンガリー軍に入隊する。1924年から1932年、工兵監察官。1932年から国防省補給局長、1936年から中央軍事局長。1938年11月15日から1942年9月24日まで国防相を務め、ハンガリーの戦争準備を指導した。この際、ハンガリー経済は非常に脆弱だったため、多くの点において、ドイツからの武器供給に依存していた。